# Nymphorgerius stali
Nymphorgerius stali är en insektsart som först beskrevs av Oshanin 1879.  Nymphorgerius stali ingår i släktet Nymphorgerius och familjen Dictyopharidae. Inga underarter finns listade i Catalogue of Life.